# 1264
Il 1264 (MCCLXIV in numeri romani) è un anno bisestile del XIII secolo.

## Eventi
- 23 gennaio: Amiens - Re Luigi IX di Francia emette una sentenza arbitrale favorevole al re Enrico III d'Inghilterra nel conflitto con i baroni capitanati dal conte di Leicester Simon de Montfort
- 11 agosto: Orvieto - Papa Urbano IV istituisce la Festa del Corpus Domini con la bolla Transiturus de hoc mundo
- 8 settembre: Kalisk - Il Granduca di Polonia Boleslao il Pio (Bolesław Pobożny) emana il decreto di Kalisk cui concede alla popolazione ebraica diritti legali, protezione e autonomia

## Nati
- 21 gennaio - Alessandro di Scozia, nobile scozzese († 1284)
- 17 giugno - Eleonora d'Inghilterra, sovrana inglese († 1297)
- Papa Clemente V, papa e arcivescovo cattolico francese († 1314)
- Darmabala, principe mongolo († 1292)
- Francesco da Barberino, notaio e poeta italiano († 1348)
- Giovanni I del Viennois, nobile francese († 1282)
- Làscara Lascaris di Ventimiglia, nobile italiana († 1314)
- Maria di Molina, regina († 1321)
- Niceforo Callisto Xanthopoulos, letterato, storico e monaco cristiano bizantino († 1328)
- Okazaki Masamune, artigiano giapponese († 1343)
- Ottone VI di Brandeburgo, nobile tedesco († 1303)
- Adinolfo da Mineo, nobile italiano († 1287)
- Raimondo II di Baux, conte francese († 1321)
- Heinrich von Plötzke, cavaliere tedesco († 1320)

## Morti
- 25 aprile - Roger de Quincy, conte (n. 1195)
- 1º agosto - Giovanni I di Meclemburgo, nobile
- 2 ottobre - Papa Urbano IV, papa, vescovo cattolico e patriarca cattolico francese
- Rinaldo Acquaviva, vescovo cattolico italiano
- Andrea II di Vladimir, sovrano (n. 1222)
- Giovanni Arborio, vescovo cattolico italiano
- Berardo da Padula, vescovo cattolico italiano
- Danilo di Galizia, sovrano (n. 1201)
- Percivalle Doria, condottiero, poeta e trovatore italiano
- Azzo VII d'Este, nobile italiano
- Guglielmo di Capraia
- Guiscardo di Pietrasanta, politico italiano
- Treniota, nobile
- Vincenzo di Beauvais, letterato francese
- Violante di Svevia, principessa italiana (n. 1233)
- Ferdinando di Castiglia, nobile (n. 1238)
- Isabella di Lusignano, sovrana francese
- Fujiwara no Ieyoshi, poeta giapponese (n. 1192)

## Calendario
| Calendario 1264 | Calendario 1264 | Calendario 1264 | Calendario 1264 | Calendario 1264 | Calendario 1264 | Calendario 1264 | Calendario 1264 | Calendario 1264 | Calendario 1264 | Calendario 1264 | Calendario 1264 | Calendario 1264 | Calendario 1264 | Calendario 1264 | Calendario 1264 | Calendario 1264 | Calendario 1264 | Calendario 1264 | Calendario 1264 | Calendario 1264 | Calendario 1264 | Calendario 1264 | Calendario 1264 | Calendario 1264 | Calendario 1264 | Calendario 1264 | Calendario 1264 | Calendario 1264 | Calendario 1264 | Calendario 1264 | Calendario 1264 | Calendario 1264 |
| --------------- | --------------- | --------------- | --------------- | --------------- | --------------- | --------------- | --------------- | --------------- | --------------- | --------------- | --------------- | --------------- | --------------- | --------------- | --------------- | --------------- | --------------- | --------------- | --------------- | --------------- | --------------- | --------------- | --------------- | --------------- | --------------- | --------------- | --------------- | --------------- | --------------- | --------------- | --------------- | --------------- |
|                 | 1               | 2               | 3               | 4               | 5               | 6               | 7               | 8               | 9               | 10              | 11              | 12              | 13              | 14              | 15              | 16              | 17              | 18              | 19              | 20              | 21              | 22              | 23              | 24              | 25              | 26              | 27              | 28              | 29              | 30              | 31              |                 |
| Gennaio         | Ma              | Me              | Gi              | Ve              | Sa              | Do              | Lu              | Ma              | Me              | Gi              | Ve              | Sa              | Do              | Lu              | Ma              | Me              | Gi              | Ve              | Sa              | Do              | Lu              | Ma              | Me              | Gi              | Ve              | Sa              | Do              | Lu              | Ma              | Me              | Gi              |                 |
| Febbraio        | Ve              | Sa              | Do              | Lu              | Ma              | Me              | Gi              | Ve              | Sa              | Do              | Lu              | Ma              | Me              | Gi              | Ve              | Sa              | Do              | Lu              | Ma              | Me              | Gi              | Ve              | Sa              | Do              | Lu              | Ma              | Me              | Gi              | Ve              |                 |                 |                 |
| Marzo           | Sa              | Do              | Lu              | Ma              | Me              | Gi              | Ve              | Sa              | Do              | Lu              | Ma              | Me              | Gi              | Ve              | Sa              | Do              | Lu              | Ma              | Me              | Gi              | Ve              | Sa              | Do              | Lu              | Ma              | Me              | Gi              | Ve              | Sa              | Do              | Lu              |                 |
| Aprile          | Ma              | Me              | Gi              | Ve              | Sa              | Do              | Lu              | Ma              | Me              | Gi              | Ve              | Sa              | Do              | Lu              | Ma              | Me              | Gi              | Ve              | Sa              | Do              | Lu              | Ma              | Me              | Gi              | Ve              | Sa              | Do              | Lu              | Ma              | Me              |                 |                 |
| Maggio          | Gi              | Ve              | Sa              | Do              | Lu              | Ma              | Me              | Gi              | Ve              | Sa              | Do              | Lu              | Ma              | Me              | Gi              | Ve              | Sa              | Do              | Lu              | Ma              | Me              | Gi              | Ve              | Sa              | Do              | Lu              | Ma              | Me              | Gi              | Ve              | Sa              |                 |
| Giugno          | Do              | Lu              | Ma              | Me              | Gi              | Ve              | Sa              | Do              | Lu              | Ma              | Me              | Gi              | Ve              | Sa              | Do              | Lu              | Ma              | Me              | Gi              | Ve              | Sa              | Do              | Lu              | Ma              | Me              | Gi              | Ve              | Sa              | Do              | Lu              |                 |                 |
| Luglio          | Ma              | Me              | Gi              | Ve              | Sa              | Do              | Lu              | Ma              | Me              | Gi              | Ve              | Sa              | Do              | Lu              | Ma              | Me              | Gi              | Ve              | Sa              | Do              | Lu              | Ma              | Me              | Gi              | Ve              | Sa              | Do              | Lu              | Ma              | Me              | Gi              |                 |
| Agosto          | Ve              | Sa              | Do              | Lu              | Ma              | Me              | Gi              | Ve              | Sa              | Do              | Lu              | Ma              | Me              | Gi              | Ve              | Sa              | Do              | Lu              | Ma              | Me              | Gi              | Ve              | Sa              | Do              | Lu              | Ma              | Me              | Gi              | Ve              | Sa              | Do              |                 |
| Settembre       | Lu              | Ma              | Me              | Gi              | Ve              | Sa              | Do              | Lu              | Ma              | Me              | Gi              | Ve              | Sa              | Do              | Lu              | Ma              | Me              | Gi              | Ve              | Sa              | Do              | Lu              | Ma              | Me              | Gi              | Ve              | Sa              | Do              | Lu              | Ma              |                 |                 |
| Ottobre         | Me              | Gi              | Ve              | Sa              | Do              | Lu              | Ma              | Me              | Gi              | Ve              | Sa              | Do              | Lu              | Ma              | Me              | Gi              | Ve              | Sa              | Do              | Lu              | Ma              | Me              | Gi              | Ve              | Sa              | Do              | Lu              | Ma              | Me              | Gi              | Ve              |                 |
| Novembre        | Sa              | Do              | Lu              | Ma              | Me              | Gi              | Ve              | Sa              | Do              | Lu              | Ma              | Me              | Gi              | Ve              | Sa              | Do              | Lu              | Ma              | Me              | Gi              | Ve              | Sa              | Do              | Lu              | Ma              | Me              | Gi              | Ve              | Sa              | Do              |                 |                 |
| Dicembre        | Lu              | Ma              | Me              | Gi              | Ve              | Sa              | Do              | Lu              | Ma              | Me              | Gi              | Ve              | Sa              | Do              | Lu              | Ma              | Me              | Gi              | Ve              | Sa              | Do              | Lu              | Ma              | Me              | Gi              | Ve              | Sa              | Do              | Lu              | Ma              | Me              |                 |